# Janet Maslin
Janet Maslin R. (12 de agosto de 1949) é uma jornalista americana, mais conhecido como uma crítica literária e de cinema para o The New York Times. Ela atuou como crítica de cinema no Times de 1977 a 1999 e como crítica de livro de 2000 a 2015. Em 2000, Maslin ajudou a fundar o Jacob Burns Film Center em Pleasantville, Nova Iorque. Ela é presidente de seu Conselho de Administração.
Maslin se formou na University of Rochester em 1970 com um diploma de bacharel em artes e especialização em matemática. Ela começou sua carreira como crítica de rock para o The Boston Phoenix e Rolling Stone.[carece de fontes?]
De 1994 a 2003, Maslin foi um convidado frequente em Charlie Rose. No total, ela fez 16 aparições no programa, dando suas opiniões sobre os filmes do dia e prevendo o Oscar.[carece de fontes?]
Maslin continua a resenhar livros para o The New York Times. Entre suas resenhas estão muitas descobertas entusiasmadas de escritores policiais até então desconhecidos, a primeira avaliação americana de um romance de Elena Ferrante e um ensaio de 2011 sobre as memórias da viúva Joyce Carol Oates, A Widow's Story, que ofendeu alguns admiradores de Oates.